# Poonch (district in India)
Poonch is een district van het Indiase unieterritorium Jammu en Kasjmir. Het district telt 476.835 inwoners (2011) en heeft een oppervlakte van 1674 km².
De hoofdstad van het district heet eveneens Poonch. In het westen ligt het district aan de betwiste grens met Pakistan. 
Divisie Jammu:
Doda · Jammu · Kathua · Kishtwar · Poonch · Rajouri · Ramban · Reasi · Samba · Udhampur
Divisie Kasjmir:
Anantnag · Badgam · Bandipora · Baramulla · Ganderbal · Kulgam · Kupwara · Pulwama · Shopian · Srinagar